# Campeonato de Primera División 1989-90 (Argentina)
El Campeonato de Primera División 1989-90 del fútbol argentino fue el octogésimo certamen celebrado de la era profesional. Se desarrolló desde el 13 de agosto de 1989 al 22 de mayo de 1990, con un ínterin entre el 10 de diciembre y el 26 de enero, y fue el último jugado con el sistema de dos ruedas de partido y revancha todos contra todos, conocido como torneo largo, en la etapa que comenzó con el torneo 1985-86. Superado el ensayo del torneo anterior, se dejó de lado la reglamentación que establecía el desempate por penales de los cotejos que terminaran igualados.
El campeonato fue obtenido por el Club Atlético River Plate, que consagró dos fechas antes de la finalización del certamen. Clasificó a la Copa Libertadores 1991, junto con el ganador de la liguilla pre-Libertadores.
Por otra parte, se determinaron dos descensos al Nacional B, según los promedios de los tres últimos torneos.

## Ascensos y descensos
| Pos     | Equipos ascendidos |
| ------- | ------------------ |
| 1.º     | Chaco For Ever     |
| 1.º Red | Unión              |

| Prom | Equipos descendidos en la temporada 1988-89 |
| ---- | ------------------------------------------- |
| 19.º | San Martín (T)                              |
| 20.º | Deportivo Armenio                           |

## Equipos
| Equipo             | Ciudad       |
| ------------------ | ------------ |
| Argentinos Juniors | Buenos Aires |
| Boca Juniors       | Buenos Aires |
| Chaco For Ever     | Resistencia  |
| Deportivo Español  | Buenos Aires |
| Deportivo Mandiyú  | Corrientes   |
| Estudiantes        | La Plata     |
| Ferro Carril Oeste | Buenos Aires |
| Gimnasia y Esgrima | La Plata     |
| Independiente      | Avellaneda   |
| Instituto          | Córdoba      |
| Newell's Old Boys  | Rosario      |
| Platense           | Florida      |
| Racing             | Córdoba      |
| Racing Club        | Avellaneda   |
| River Plate        | Buenos Aires |
| Rosario Central    | Rosario      |
| San Lorenzo        | Buenos Aires |
| Talleres           | Córdoba      |
| Unión              | Santa Fe     |
| Vélez Sarsfield    | Buenos Aires |

### Distribución geográfica de los equipos
| Región                  | Cant. | Equipos |
| ----------------------- | ----- | --- |
| Ciudad de Buenos Aires  | 7     | Argentinos Juniors, Boca Juniors, Deportivo Español, Ferro Carril Oeste, River Plate, San Lorenzo y Vélez Sarsfield |
| Conurbano bonaerense    | 3     | Independiente, Platense y Racing Club                                                                               |
| Provincia de Córdoba    | 3     | Instituto, Racing y Talleres                                                                                        |
| Provincia de Santa Fe   | 3     | Newell's Old Boys, Rosario Central y Unión                                                                          |
| Ciudad de La Plata      | 2     | Estudiantes y Gimnasia y Esgrima                                                                                    |
| Provincia del Chaco     | 1     | Chaco For Ever |
| Provincia de Corrientes | 1     | Deportivo Mandiyú                                                                                                   |

## Tabla de posiciones final
| Pos. | Equipo                  | Pts. | PJ | PG | PE | PP | GF | GC | DG  |
| ---- | ----------------------- | ---- | -- | -- | -- | -- | -- | -- | --- |
| 1.º  | River Plate             | 53   | 38 | 20 | 13 | 5  | 48 | 20 | 28  |
| 2.º  | Independiente           | 46   | 38 | 16 | 14 | 8  | 54 | 36 | 18  |
| 3.º  | Boca Juniors            | 43   | 38 | 11 | 21 | 6  | 49 | 36 | 13  |
| 4.º  | Rosario Central         | 43   | 38 | 16 | 13 | 9  | 45 | 36 | 9   |
| 5.º  | Vélez Sarsfield         | 42   | 38 | 14 | 14 | 10 | 46 | 32 | 14  |
| 6.º  | Ferro Carril Oeste      | 39   | 38 | 11 | 17 | 10 | 24 | 20 | 4   |
| 7.º  | Gimnasia y Esgrima (LP) | 39   | 38 | 12 | 15 | 11 | 34 | 31 | 3   |
| 8.º  | Racing Club             | 39   | 38 | 11 | 17 | 10 | 34 | 34 | 0   |
| 9.º  | Argentinos Juniors      | 38   | 38 | 13 | 12 | 13 | 42 | 40 | 2   |
| 10.º | Deportivo Mandiyú       | 36   | 38 | 11 | 14 | 13 | 40 | 40 | 0   |
| 11.º | Talleres (C)            | 36   | 38 | 12 | 14 | 12 | 45 | 46 | -1  |
| 12.º | Newell's Old Boys       | 36   | 38 | 12 | 14 | 12 | 41 | 43 | -2  |
| 13.º | Unión                   | 36   | 38 | 10 | 16 | 12 | 40 | 43 | -3  |
| 14.º | Platense                | 36   | 38 | 13 | 10 | 15 | 35 | 40 | -5  |
| 15.º | San Lorenzo             | 35   | 38 | 10 | 15 | 13 | 44 | 50 | -6  |
| 16.º | Estudiantes (LP)        | 34   | 38 | 7  | 20 | 11 | 34 | 39 | -5  |
| 17.º | Chaco For Ever          | 32   | 38 | 10 | 12 | 16 | 40 | 56 | -16 |
| 18.º | Racing (C)              | 32   | 38 | 11 | 10 | 17 | 32 | 48 | -16 |
| 19.º | Deportivo Español       | 31   | 38 | 12 | 7  | 19 | 39 | 53 | -14 |
| 20.º | Instituto               | 26   | 38 | 8  | 10 | 20 | 31 | 56 | -25 |

|  | |
|  | Campeón. |
|  | Clasificados a la Liguilla pre-Libertadores.                                                                  |
|  | Clasificado a la Liguilla pre-Libertadores, como mejor ubicado de la Liguilla Clasificación del año anterior. |

## Resultados
Estudiantes(LP)		0-1	Platense
Independiente		4-1	San Lorenzo
Ferro Carril Oeste	1-1	Talleres(Cba.)
Vélez Sarsfield		1-1	Racing Club
Dep. Español		2-1	Gimnasia y Esgrima(LP)
River Plate		1-0	Chaco For Ever
Rosario Central		0-2	Racing(Cba.)

| Fecha 1    | Fecha 1                 | Fecha 1  | Fecha 1                 | Fecha 1                               |
| Fecha      | Local                   | Marcador | Visitante               | Estadio                               |
| ---------- | ----------------------- | -------- | ----------------------- | ------------------------------------- |
| 13-08-1989 | Instituto               | 1-4      | Independiente           | Estadio Juan Domingo Perón            |
| 13-08-1989 | Ferro                   | 0-0      | Estudiantes (LP)        | Estadio Arquitecto Ricardo Etcheverri |
| 13-08-1989 | Vélez Sarsfield         | 0-1      | Mandiyú                 | Estadio José Amalfitani               |
| 13-08-1989 | Racing (C)              | 0-0      | Argentinos Juniors      | Estadio Miguel Sancho                 |
| 13-08-1989 | Chaco For Ever          | 2-0      | Platense                | Estadio Juan Alberto García           |
| 13-08-1989 | Gimnasia y Esgrima (LP) | 0-1      | San Lorenzo             | Estadio Juan Carmelo Zerillo          |
| 13-08-1989 | Racing (A)              | 0-0      | Talleres                | Estadio Presidente Perón              |
| 23-08-1989 | River Plate             | 0-0      | Newell's Old Boys       | Estadio Antonio Vespucio Liberti      |
| 30-08-1989 | Deportivo Español       | 1-1      | Unión                   | Estadio Nueva España                  |
| 04-10-1989 | Rosario Central         | 0-0      | Boca Juniors            | Estadio Gigante de Arroyito           |
| Fecha 2    |                         |          |                         |                                       |
| Fecha      | Local                   | Marcador | Visitante               | Estadio                               |
| 20-08-1989 | Talleres                | 1-2      | Gimnasia y Esgrima (LP) | Estadio Mundialista de Córdoba        |
| 20-08-1989 | Newell's Old Boys       | 2-1      | Deportivo Español       | Estadio Coloso del Parque             |
| 20-08-1989 | Mandiyú                 | 1-0      | Ferro                   | Estadio José Antonio Romero Feris     |
| 23-08-1989 | Racing (A)              | 2-1      | Instituto               | Estadio Presidente Perón              |
| 23-08-1989 | San Lorenzo             | 1-0      | Chaco For Ever          | Estadio Arquitecto Ricardo Etcheverri |
| 23-08-1989 | Platense                | 3-1      | Racing (C)              | Estadio Ciudad de Vicente López       |
| 23-08-1989 | Argentinos Juniors      | 0-0      | Rosario Central         | Estadio Don León Kolbowsky            |
| 23-08-1989 | Estudiantes (LP)        | 1-1      | Independiente           | Estadio Jorge Luis Hirschi            |
| 06-09-1989 | Unión                   | 0-0      | Vélez Sarsfield         | Estadio 15 de Abril                   |
| 06-09-1989 | Boca Juniors            | 1-0      | River Plate             | Estadio Camilo Cichero                |
| Fecha 3    |                         |          |                         |                                       |
| Fecha      | Local                   | Marcador | Visitante               | Estadio                               |
| 27-08-1989 | Instituto               | 0-0      | Estudiantes (LP)        | Estadio Juan Domingo Perón            |
| 27-08-1989 | Independiente           | 0-0      | Mandiyú                 | Estadio Doble Visera                  |
| 27-08-1989 | Ferro                   | 2-1      | Unión                   | Estadio Arquitecto Ricardo Etcheverri |
| 27-08-1989 | Vélez Sarsfield         | 1-0      | Newell's Old Boys       | Estadio José Amalfitani               |
| 27-08-1989 | Deportivo Español       | 1-0      | Boca Juniors            | Estadio Tomás Adolfo Ducó             |
| 27-08-1989 | River Plate             | 1-0      | Argentinos Juniors      | Estadio Antonio Vespucio Liberti      |
| 27-08-1989 | Rosario Central         | 2-1      | Platense                | Estadio Gigante de Arroyito           |
| 27-08-1989 | Racing (C)              | 1-0      | San Lorenzo             | Estadio Miguel Sancho                 |
| 27-08-1989 | Chaco For Ever          | 2-2      | Talleres                | Estadio Juan Alberto García           |
| 27-08-1989 | Gimnasia y Esgrima (LP) | 1-0      | Racing (A)              | Estadio Juan Carmelo Zerillo          |
| Fecha 4    |                         |          |                         |                                       |
| Fecha      | Local                   | Marcador | Visitante               | Estadio                               |
| 03-09-1989 | Gimnasia y Esgrima (LP) | 0-0      | Instituto               | Estadio Juan Carmelo Zerillo          |
| 03-09-1989 | Racing (A)              | 0-0      | Chaco For Ever          | Estadio Presidente Perón              |
| 03-09-1989 | Talleres                | 1-0      | Racing (C)              | Estadio Juan Domingo Perón            |
| 03-09-1989 | San Lorenzo             | 0-2      | Rosario Central         | Estadio Arquitecto Ricardo Etcheverri |
| 03-09-1989 | Platense                | 0-1      | River Plate             | Estadio José Amalfitani               |
| 03-09-1989 | Argentinos Juniors      | 0-1      | Deportivo Español       | Estadio Don León Kolbowsky            |
| 03-09-1989 | Boca Juniors            | 1-1      | Vélez Sarsfield         | Estadio Camilo Cichero                |
| 03-09-1989 | Newell's Old Boys       | 1-0      | Ferro                   | Estadio Coloso del Parque             |
| 03-09-1989 | Unión                   | 1-1      | Independiente           | Estadio 15 de Abril                   |
| 03-09-1989 | Mandiyú                 | 0-0      | Estudiantes (LP)        | Estadio José Antonio Romero Feris     |
| Fecha 5    |                         |          |                         |                                       |
| Fecha      | Local                   | Marcador | Visitante               | Estadio                               |
| 10-09-1989 | Instituto               | 2-0      | Mandiyú                 | Estadio Juan Domingo Perón            |
| 10-09-1989 | Estudiantes (LP)        | 4-2      | Unión                   | Estadio Jorge Luis Hirschi            |
| 10-09-1989 | Independiente           | 2-1      | Newell's Old Boys       | Estadio Doble Visera                  |
| 10-09-1989 | Ferro                   | 0-0      | Boca Juniors            | Estadio Arquitecto Ricardo Etcheverri |
| 10-09-1989 | Vélez Sarsfield         | 1-0      | Argentinos Juniors      | Estadio José Amalfitani               |
| 10-09-1989 | Deportivo Español       | 2-0      | Platense                | Estadio Nueva España                  |
| 10-09-1989 | River Plate             | 1-0      | San Lorenzo             | Estadio Antonio Vespucio Liberti      |
| 10-09-1989 | Rosario Central         | 1-0      | Talleres                | Estadio Gigante de Arroyito           |
| 10-09-1989 | Racing (C)              | 1-1      | Racing (A)              | Estadio Miguel Sancho                 |
| 10-09-1989 | Chaco For Ever          | 0-0      | Gimnasia y Esgrima (LP) | Estadio Juan Alberto García           |
| Fecha 6    |                         |          |                         |                                       |
| Fecha      | Local                   | Marcador | Visitante               | Estadio                               |
| 13-09-1989 | Chaco For Ever          | 1-2      | Talleres                | Estadio Juan Alberto García           |
| 13-09-1989 | Gimnasia y Esgrima (LP) | 3-0      | Racing (C)              | Estadio Juan Carmelo Zerillo          |
| 13-09-1989 | Racing (A)              | 2-1      | Rosario Central         | Estadio Presidente Perón              |
| 13-09-1989 | Talleres                | 0-0      | River Plate             | Estadio Juan Domingo Perón            |
| 13-09-1989 | San Lorenzo             | 1-1      | Deportivo Español       | Estadio Arquitecto Ricardo Etcheverri |
| 13-09-1989 | Platense                | 3-1      | Vélez Sarsfield         | Estadio Ciudad de Vicente López       |
| 13-09-1989 | Argentinos Juniors      | 1-0      | Ferro                   | Estadio Don León Kolbowsky            |
| 13-09-1989 | Boca Juniors            | 1-0      | Independiente           | Estadio Camilo Cichero                |
| 13-09-1989 | Newell's Old Boys       | 0-0      | Estudiantes (LP)        | Estadio Coloso del Parque             |
| 13-09-1989 | Unión                   | 1-1      | Mandiyú                 | Estadio 15 de Abril                   |
| Fecha 7    |                         |          |                         |                                       |
| Fecha      | Local                   | Marcador | Visitante               | Estadio                               |
| 17-09-1989 | Instituto               | 0-0      | Unión                   | Estadio Juan Domingo Perón            |
| 17-09-1989 | Mandiyú                 | 0-0      | Newell's Old Boys       | Estadio José Antonio Romero Feris     |
| 17-09-1989 | Estudiantes (LP)        | 1-1      | Boca Juniors            | Estadio Jorge Luis Hirschi            |
| 17-09-1989 | Independiente           | 4-3      | Argentinos Juniors      | Estadio Doble Visera                  |
| 17-09-1989 | Ferro                   | 1-0      | Platense                | Estadio Arquitecto Ricardo Etcheverri |
| 17-09-1989 | Vélez Sarsfield         | 1-1      | San Lorenzo             | Estadio José Amalfitani               |
| 17-09-1989 | Deportivo Español       | 1-2      | Talleres                | Estadio Nueva España                  |
| 17-09-1989 | River Plate             | 3-1      | Racing (A)              | Estadio Antonio Vespucio Liberti      |
| 17-09-1989 | Rosario Central         | 1-0      | Gimnasia y Esgrima (LP) | Estadio Gigante de Arroyito           |
| 17-09-1989 | Racing (C)              | 2-0      | Chaco For Ever          | Estadio Miguel Sancho                 |
| Fecha 8    |                         |          |                         |                                       |
| Fecha      | Local                   | Marcador | Visitante               | Estadio                               |
| 24-09-1989 | Racing (C)              | 0-0      | Instituto               | Estadio Miguel Sancho                 |
| 24-09-1989 | Chaco For Ever          | 1-1      | Rosario Central         | Estadio Juan Alberto García           |
| 24-09-1989 | Gimnasia y Esgrima (LP) | 1-0      | River Plate             | Estadio Juan Carmelo Zerillo          |
| 24-09-1989 | Racing (A)              | 4-3      | Deportivo Español       | Estadio Presidente Perón              |
| 24-09-1989 | Talleres                | 0-1      | Vélez Sarsfield         | Estadio Juan Domingo Perón            |
| 24-09-1989 | San Lorenzo             | 0-0      | Ferro                   | Estadio Tomás Adolfo Ducó             |
| 24-09-1989 | Platense                | 2-2      | Independiente           | Estadio Ciudad de Vicente López       |
| 24-09-1989 | Argentinos Juniors      | 2-1      | Estudiantes (LP)        | Estadio Don León Kolbowsky            |
| 24-09-1989 | Boca Juniors            | 4-2      | Mandiyú                 | Estadio Camilo Cichero                |
| 24-09-1989 | Newell's Old Boys       | 2-2      | Unión                   | Estadio Coloso del Parque             |
| Fecha 9    |                         |          |                         |                                       |
| Fecha      | Local                   | Marcador | Visitante               | Estadio                               |
| 01-10-1989 | Instituto               | 0-1      | Newell's Old Boys       | Estadio Juan Domingo Perón            |
| 01-10-1989 | Unión                   | 2-2      | Boca Juniors            | Estadio 15 de Abril                   |
| 01-10-1989 | Mandiyú                 | 0-0      | Argentinos Juniors      |                                       |

## Torneo de clasificación a la Copa Libertadores
Conocido como liguilla pre-Libertadores, su nombre oficial era Torneo clasificación por la segunda plaza al campeonato sudamericano de fútbol "Libertadores de América". Fue un minitorneo que se jugó por eliminación directa, con partido y revancha, entre los tres equipos clasificados en este torneo y el mejor ubicado entre los no clasificados de la Liguilla Clasificación del certamen anterior.. El ganador fue el segundo representante argentino en la Copa Libertadores 1991.

### Semifinales
| Semifinal 1     | Semifinal 1 | Semifinal 1     | Semifinal 1            | Semifinal 1 | Semifinal 1 |
| Local           | Resultado   | Visitante       | Estadio                | Fecha       |             |
| --------------- | ----------- | --------------- | ---------------------- | ----------- | ----------- |
| Independiente   | 1 - 1       | Rosario Central | La Doble Visera        | 27 de mayo  |             |
| Rosario Central | 1 - 3       | Independiente   | El Gigante de Arroyito | 30 de mayo  |             |

| Semifinal 2       | Semifinal 2 | Semifinal 2       | Semifinal 2     | Semifinal 2 | Semifinal 2 |
| Local             | Resultado   | Visitante         | Estadio         | Fecha       |             |
| ----------------- | ----------- | ----------------- | --------------- | ----------- | ----------- |
| Boca Juniors      | 1 - 0       | Deportivo Español | La Bombonera    | 27 de mayo  |             |
| Deportivo Español | 1 - 1       | Boca Juniors      | José Amalfitani | 31 de mayo  |             |

### Final
| Final                                              | Final     | Final         | Final           | Final      | Final |
| Local                                              | Resultado | Visitante     | Estadio         | Fecha      |       |
| -------------------------------------------------- | --------- | ------------- | --------------- | ---------- | ----- |
| Boca Juniors                                       | 1 - 0     | Independiente | La Bombonera    | 3 de junio |       |
| Independiente                                      | 0 - 1     | Boca Juniors  | La Doble Visera | 6 de junio |       |
| Boca Juniors clasificó a la Copa Libertadores 1991 |           |               |                 |            |       |

## Tabla de descenso
- Para la temporada 1988-89 se contabilizaron sólo dos puntos por victoria, sin punto extra para los vencedores de los tiros desde el punto penal.

| Pos  | Equipo                  | Prom. | 1987-88 | 1988-89 | 1989-90 | Total | PJ  |
| ---- | ----------------------- | ----- | ------- | ------- | ------- | ----- | --- |
| 1.º  | River Plate             | 1,263 | 46      | 45      | 53      | 144   | 114 |
| 2.º  | Independiente           | 1,210 | 37      | 55      | 46      | 138   | 114 |
| 3.º  | Boca Juniors]           | 1,114 | 35      | 49      | 43      | 127   | 114 |
| 4.º  | Racing Club             | 1,114 | 48      | 40      | 39      | 127   | 114 |
| 5.º  | San Lorenzo             | 1,105 | 49      | 42      | 35      | 126   | 114 |
| 6.º  | Newell's Old Boys       | 1,087 | 55      | 33      | 36      | 124   | 114 |
| 7.º  | Argentinos Juniors      | 1,052 | 40      | 42      | 38      | 120   | 114 |
| 8.º  | Gimnasia y Esgrima (LP) | 1,035 | 43      | 36      | 39      | 118   | 114 |
| 9.º  | Deportivo Español       | 1,026 | 40      | 46      | 31      | 117   | 114 |
| 10.º | Rosario Central         | 1,026 | 40      | 34      | 43      | 117   | 114 |
| 11.º | Vélez Sarsfield         | 1,017 | 41      | 33      | 42      | 116   | 114 |
| 12.º | Estudiantes (LP)        | 0,947 | 32      | 42      | 34      | 108   | 114 |
| 13.º | Unión (SF)              | 0,947 | -       | -       | 36      | 36    | 38  |
| 14.º | Platense                | 0,938 | 38      | 33      | 36      | 107   | 114 |
| 15.º | Talleres (C)            | 0,938 | 27      | 44      | 36      | 107   | 114 |
| 16.º | Deportivo Mandiyú       | 0,907 | -       | 33      | 36      | 69    | 76  |
| 17.º | Ferro Carril Oeste      | 0,894 | 33      | 30      | 39      | 102   | 114 |
| 18.º | Chaco For Ever          | 0,842 | -       | -       | 32      | 32    | 38  |
| 19.º | Racing (C)              | 0,842 | 31      | 33      | 32      | 96    | 114 |
| 20.º | Instituto               | 0,719 | 33      | 23      | 26      | 82    | 114 |

|  | Jugaron el desempate por el descenso. |
|  | Descendieron al Nacional B.           |

### Desempate por el descenso
| Partido de desempate | Partido de desempate | Partido de desempate | Partido de desempate | Partido de desempate | Partido de desempate |
| Equipo 1             | Resultado            | Equipo 2             | Estadio              | Fecha                |                      |
| -------------------- | -------------------- | -------------------- | -------------------- | -------------------- | -------------------- |
| Chaco For Ever       | 5 - 0                | Racing (C)           | La Bombonera         | 25 de mayo           |                      |

## Descensos y ascensos
Al finalizar el torneo se produjo el descenso al Nacional B de Instituto y Racing (C). Sus reemplazantes para el Campeonato de Primera División 1990-91 fueron Huracán y Lanús.

## Goleadores
| Jugador              | Jugador             | Goles | Equipo            |
| -------------------- | ------------------- | ----- | ----------------- |
| Bandera de Argentina | Ariel Cozzoni       | 23    | Newell's Old Boys |
| Bandera de Argentina | Mario Bevilacqua    | 16    | Talleres (C)      |
| Bandera de Argentina | Alberto Acosta      | 15    | San Lorenzo       |
| Bandera de Argentina | Juan Antonio Pizzi  | 15    | Rosario Central   |
| Bandera de Argentina | José Blanchart      | 13    | Deportivo Mandiyú |
| Bandera de Argentina | José Antonio Castro | 13    | Unión (SF)        |
| Bandera de Paraguay  | Félix Torres        | 13    | Deportivo Mandiyú |